# Davor Bernardić
Davor Bernardić (Zagreb, SFRJ, 5. januar 1980) hrvatski je političar, predsjednik SDP-a od 2016 do 2020. godine.

## Biografija
Davor Bernardić je rođen u Zagrebu. Bio je dvostruki državni prvak u fizici, 1996. i 1997. Diplomirao je na Prirodoslovno-matematičkom fakultetu u Zagrebu. U vrijeme studiranja, proglašen je najboljim studentom.
Bio je kandidat SDP-a iz I izborne jedinice na parlamentarnim izborima održanim u novembru 2007. Saborski poslanik postao je 11. januara 2008. nakon konstituisanja Šestog saziva Sabora. U Šestom sazivu Hrvatskog sabora bio je član Komiteta za razvoj i obnovu, Komiteta za pravosuđe, Komiteta za porodicu, omladinu i sport te Komiteta za međuparlamentarnu saradnju. Od 2008. do 2010. bio je predsjednik Foruma mladih SDP-a Hrvatske. Između 2008. i 2012. bio je član Glavnog odbora SDP-a.
Za poslanika u Gradskoj skupštini Grada Zagreba izabran je na lokalnim izborima održanim u maju 2009. U maju 2010. postao je predsjednik Gradske organizacije SDP-a Zagreb.
Saborski mandat ponovno je dobio na parlamentarnim izborima održanim u decembru 2011. U Sedmom sazivu Sabora bio je potpredsjednik Komiteta za informisanje, informatizaciju i medije, te član Komiteta za lokalnu i regionalnu samoupravu.
U januaru 2012. izabran je za predsjednika Gradske skupštine Grada Zagreba. Od juna 2012. bio je član Predsjedništva SDP-a. Na lokalnim izborima održanim u maju 2013. bio je nosilac liste koalicije lijevih stranaka predvođenih SDP-om, nakon kojih je po drugi puta dobio mandat poslanika u Gradskoj skupštini.
Saborske mandate dobio je i na parlamentarnim izborima održanim u novembru 2015. i septembru 2016. Za predsjednika SDP-a izabran je na drugom krugu izbora 26. novembra 2016. pobjedivši protivkandidata Ranka Ostojića.
Tokom 10. saziva Sabora napustio je SDP 7. oktobra 2021. godine te je saborski mandat nastavio kao nezavisan zastupnik. Od 7. decembra 2022. postao je član stranke Socijaldemokrati.